# Louis Imler
Pour les articles homonymes, voir Imler.
Louis Imler est un mycologue belge, né le 28 mars 1900 à Anvers et mort le 28 février 1993 à Schoten.

## Biographie
Louis Imler est employé de la ville d’Anvers et mycologue autodidacte. Il avance dans l’étude de la mycologie avec l’aide du botaniste et mycologue Raymond Naveau puis grâce aux mycologues rencontrés au sein de la Société mycologique de France, qu'il intègre à 27 ans.
Il collabore avec plusieurs sociétés savantes : la Société linnéenne de Lyon, dont il est membre en 1929 ; la Société mycologique de France, dont il est membre en 1927 ; la Société des naturalises d’Oyonnax, dont il est membre en 1959.
Il fonde le Cercle de mycologie d’Anvers en 1946, qu'il préside pendant 40 ans.

## Postérité
Le genre Imleria (en) lui est dédié.
Il publie de nombreuses notes mycologiques et dessine plusieurs illustrations scientifiques, notamment les dessins de spores pour la monographie sur les russules de Romagnesi, des planches en couleurs pour le Bulletin de la Société mycologique de France (de 1932 à 1964) ainsi que des planches en couleurs pour les Icones mycologicae.
Il a légué son herbier et ses notes au Jardin botanique national.